# Lista de presidentes da Zâmbia
Zâmbia é uma república do tipo presidencialista, onde o presidente é chefe de estado e também chefe de governo. O atual presidente é 
Edgar Lungu, desde 25 de janeiro de 2015.
Esta é a lista de todos os presidentes da Zâmbia após a independência. O primeiro foi Kenneth Kaunda, que governou entre 1964 e 1991.

## Presidentes da Zâmbia (1964-Presente)
Partidos:
      Partido Unido para a Independência Nacional (UNIP)
      Movimento para a Democracia Multipartidária (MMD)
      Frente Patriótica (PF)
      Partido Unido para o Desenvolvimento Nacional
| Nº | Retrato | Retrato | Nome (Nascimento–Falecimento) | Mandato                | Mandato                | Tempo no cargo (em anos e dias) | Partido político | Eleição                  |
| -- | ------- | ------- | ----------------------------- | ---------------------- | ---------------------- | ------------------------------- | ---------------- | ------------------------ |
| 1  |         |         | Kenneth Kaunda (1924–2021)    | 24 de outubro de 1964  | 2 de novembro de 1991  | 27 anos e 9 dias                | UNIP             | 1968 1973 1978 1983 1988 |
| 2  |         |         | Frederick Chiluba (1943–2011) | 2 de novembro de 1991  | 2 de janeiro de 2002   | 10 anos e 61 dias               | MMD              | 1996 2001                |
| 3  |         |         | Levy Mwanawasa (1948–2008)    | 2 de janeiro de 2002   | 18 de agosto de 2008   | 6 anos e 229 dias               | MMD              | 2001 2006                |
| 4  |         |         | Rupiah Banda (1937–2022)      | 18 de agosto de 2008   | 23 de setembro de 2011 | 3 anos e 36 dias                | MMD              | 2008                     |
| 5  |         |         | Michael Sata (1937–2014)      | 23 de setembro de 2011 | 28 de outubro de 2014  | 3 anos e 35 dias                | PF               | 2011                     |
| —  |         |         | Guy Scott (1944–)             | 28 de outubro de 2014  | 25 de janeiro de 2015  | 89 dias                         | PF               | —                        |
| 6  |         |         | Edgar Lungu (1958–2025)       | 25 de janeiro de 2015  | 24 de agosto de 2021   | 6 anos e 212 dias               | PF               | 2015 2016                |
| 7  |         |         | Hakainde Hichilema(1962-)     | 24 de agosto de 2021   | Presente               | 3 anos e 285 dias               | UPDN             | 2021                     |